# Wilhelmus Johannes Maurits
Wilhelmus Johannes Maurits (Nijmegen, 24 maart 1856 - Nijmegen, 6 oktober 1913), was een Nederlands architect.

## Beknopte biografie
Na de ontmanteling van de Nijmeegse stadswallen ontwierp Maurits veel panden in de eerste stadsuitleg. Daarnaast was hij actief als aannemer. Zo stond hij aan het hoofd van een timmerfabriek met in 1906 48 arbeiders. 
Doordat het bombardement van 22 februari 1944 vooral de Nijmeegse Bovenstad trof en de Benedenstad in veel mindere mate, bleven veel van de door Maurits ontworpen panden gespaard. De werken die hij achterliet vormen dan ook een belangrijk aandeel in de vooroorlogse architectuur van Nijmegen. Op het poortgebouw van de door hem ontworpen begraafplaats Rustoord is nog een plaquette met zijn naam te vinden. Hij ligt er eveneens begraven (graf A-0021).

## Bekende werken
- 1893-1893 Nijmegen: Oranjesingel 42
- 1897-1897 Nijmegen: Poortgebouw begraafplaats Rustoord
- 1898-1898 Nijmegen: Vrijmetselaarsloge Sint-Lodewijk, Waldeck Pyrmontsingel 77-79-79a
- 1898-1898 Utrecht: Maliebaan 21
- 1910-1910 Nijmegen: Leendertz en Co. en Carbasius Bank, Mariënburg 68-70 (tegenwoordig café Faber)

## Minder bekende werken
- 1887-1887 Nijmegen: Van Welderenstraat 75 (voormalig eigen woonhuis annex werkplaats)
- 1891-1892 Nijmegen: Berg en Dalseweg 9
- 1894-1895 Nijmegen: Groesbeekseweg 12-24
- 1895-1895 Nijmegen: Pontanusstraat 2
- 1895-1897 Nijmegen: Straalmanstraat 30+32+34
- 1896-1896 Nijmegen: Nieuwe Markt 16-22
- 1903-1903 Nijmegen: Staringstraat 9-9a
- 1903-1903 Nijmegen: Heerenhuizen Heydenrijckstraat 2-4
- 1906-1906 Nijmegen: Prins Hendrikstraat 2
- 1907-1907 Nijmegen: Oranjesingel 3-9, 65+67

## Afbeeldingen

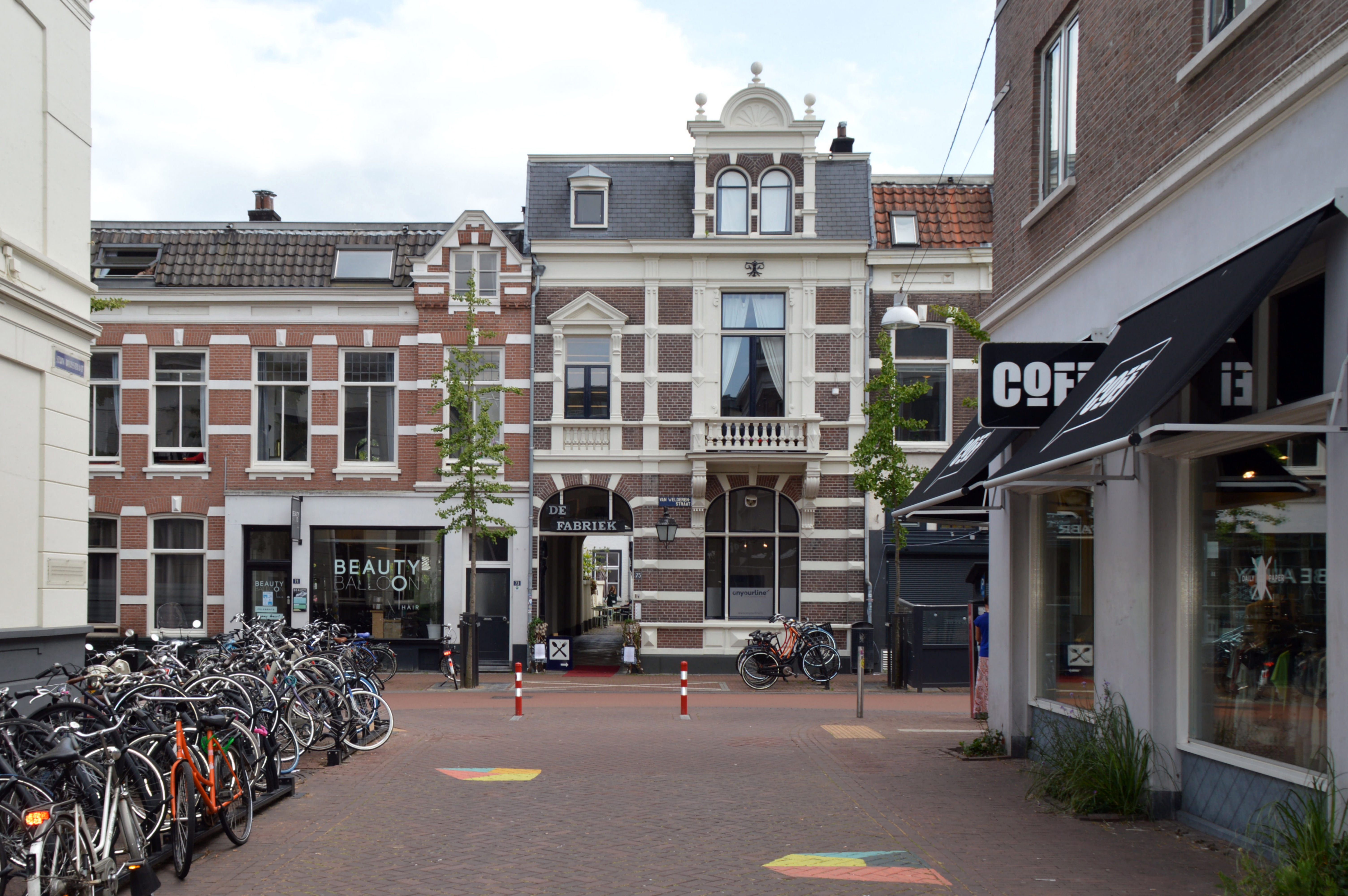
Van Welderenstraat 75 Eigen woonhuis (1887)
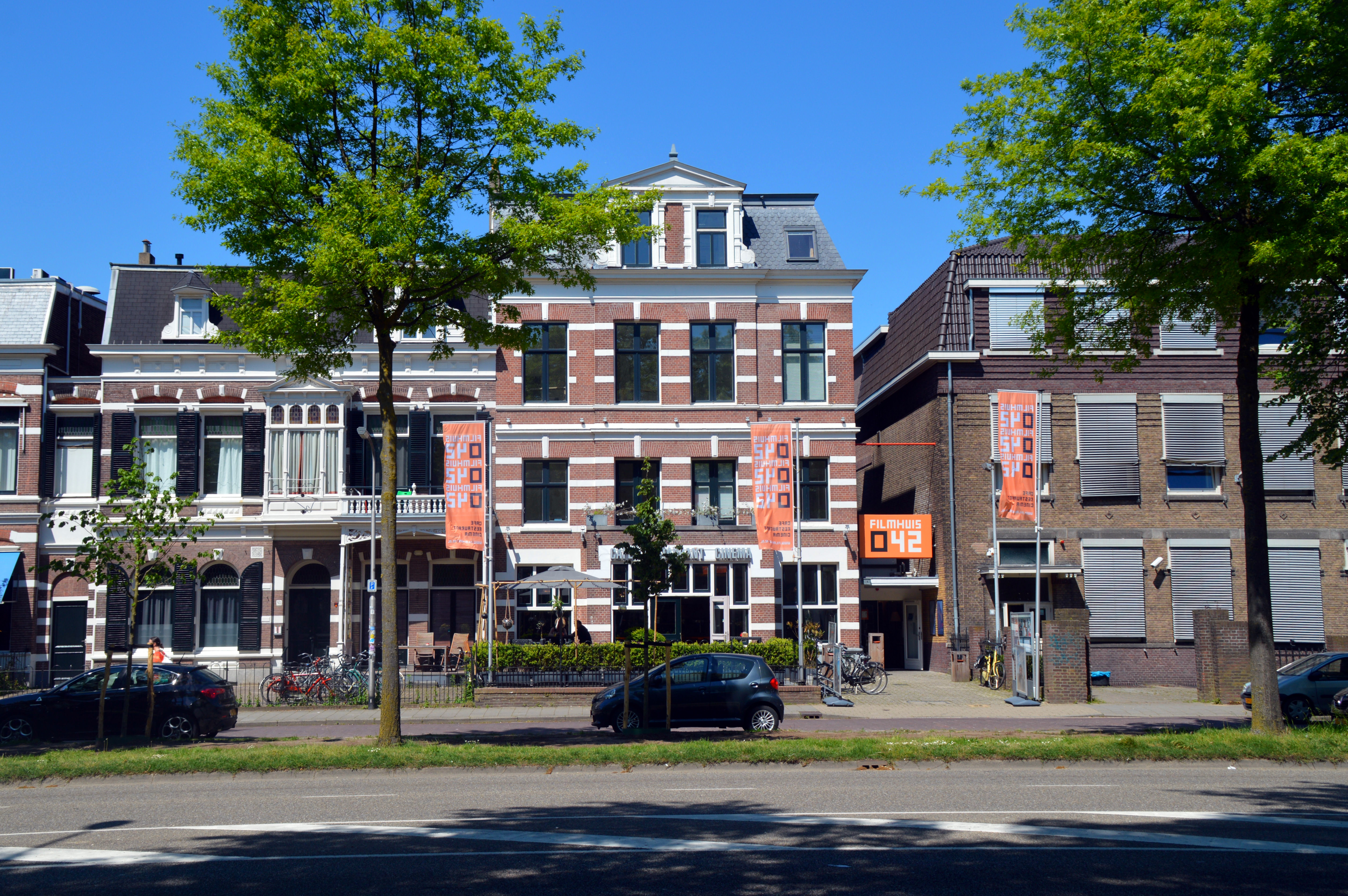
Oranjesingel 42 Filmhuis O42 (Voormalig VillaLUX, O42) Nijmegen
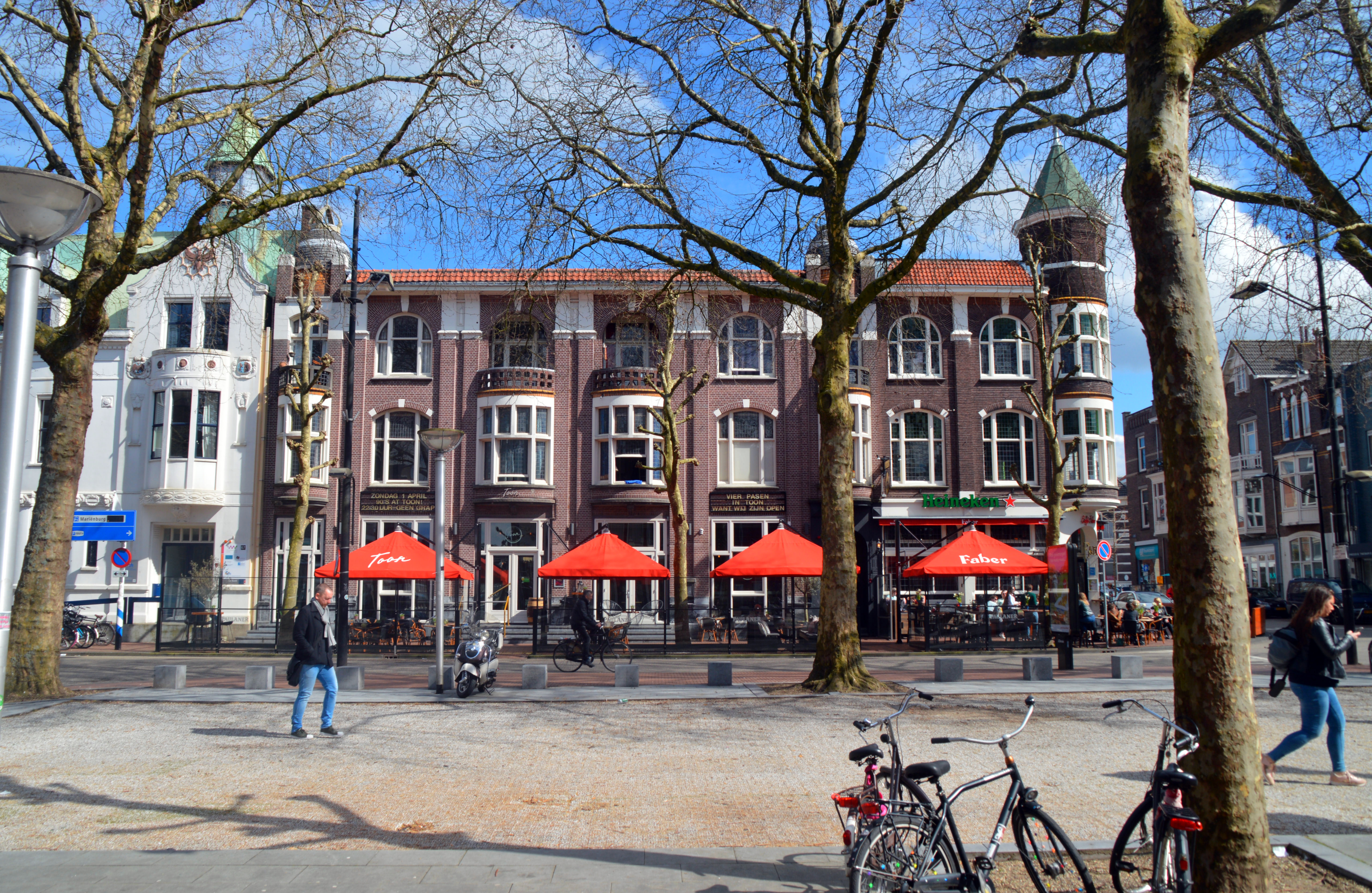
Leendertz & Carbasius Bank Nijmegen Wilhelmus Johannes Maurits Art Nouveau
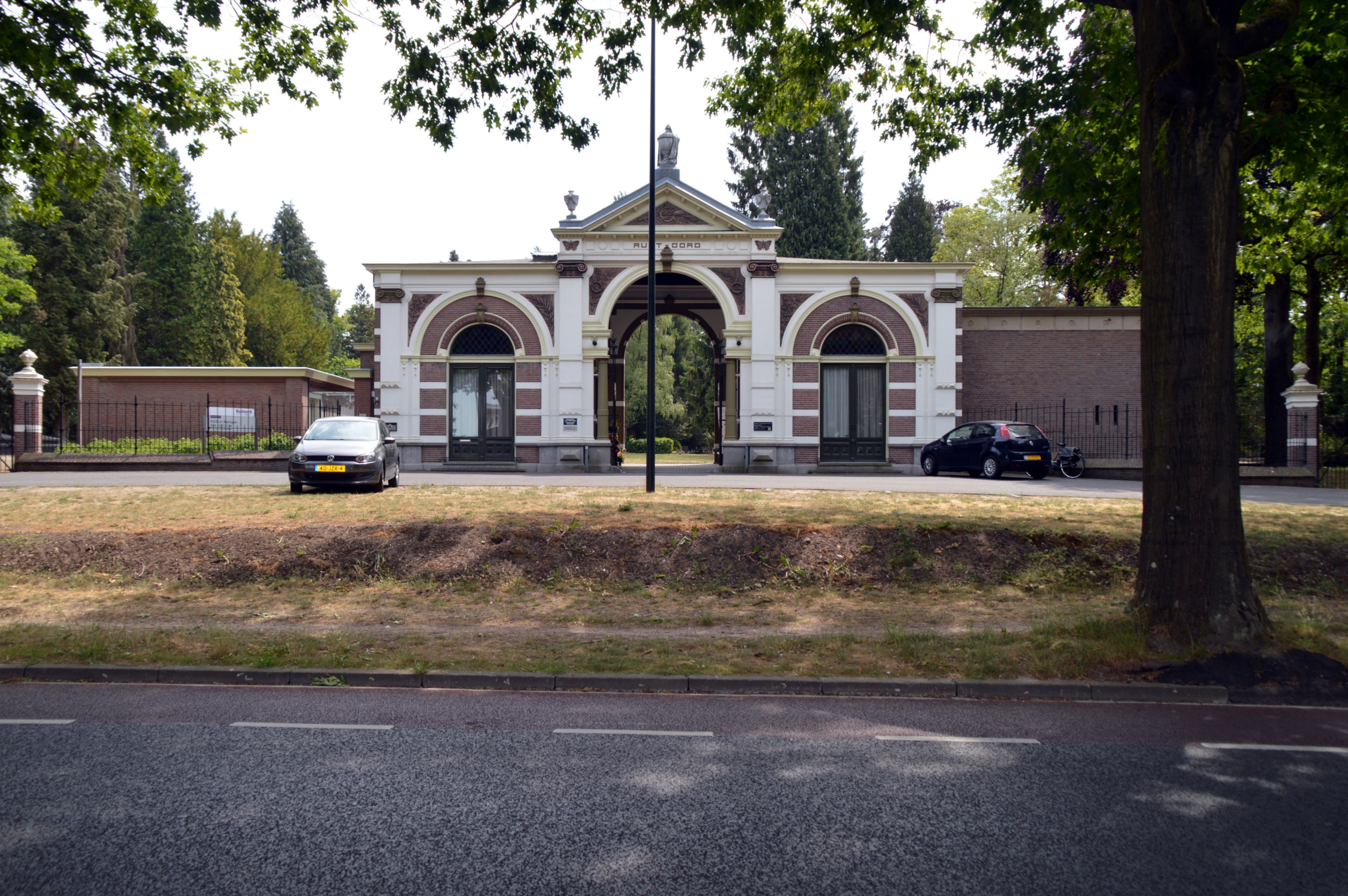
Rustoord Postweg (1897)
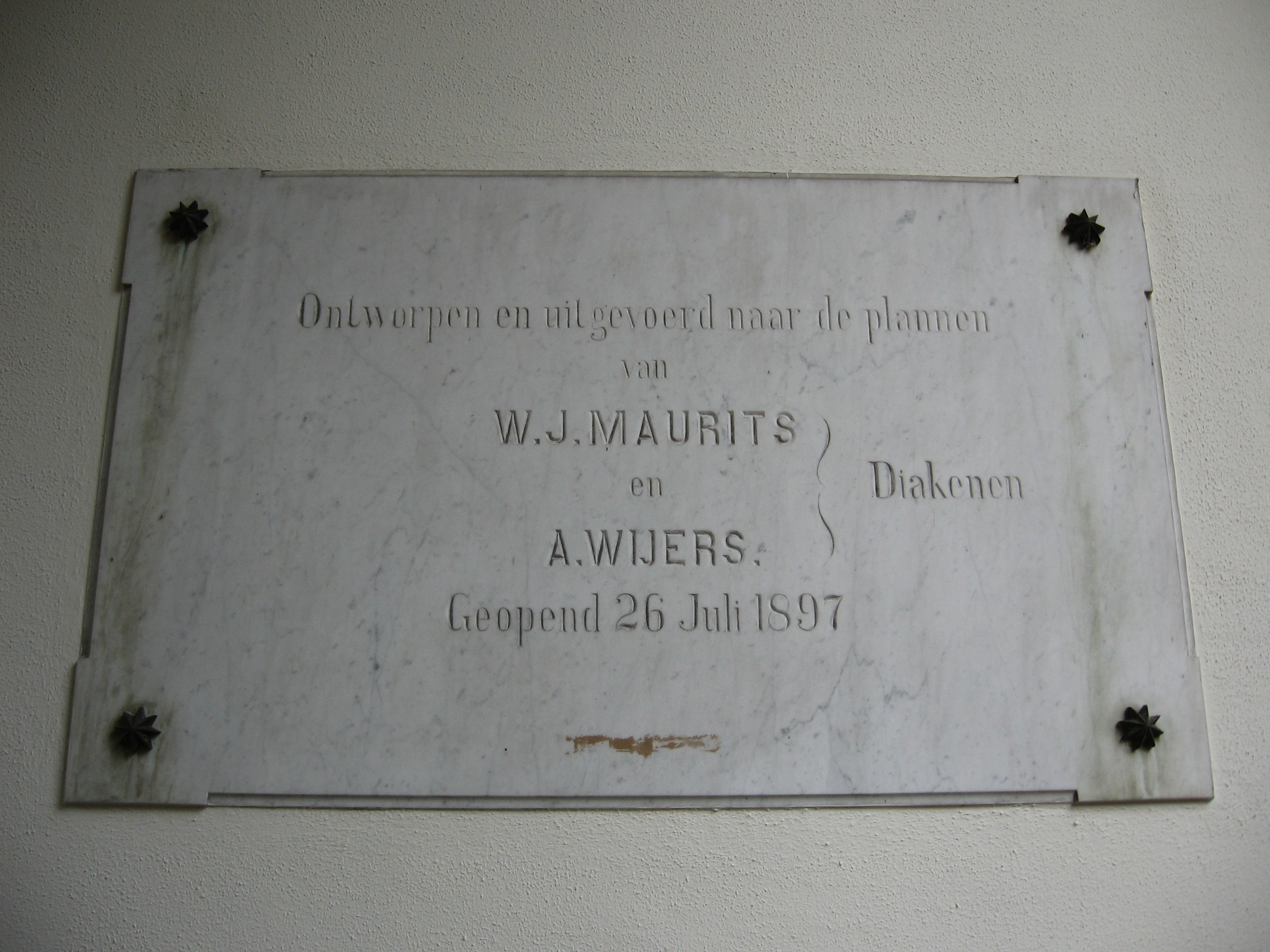
plaquette op poortgebouw Rustoord
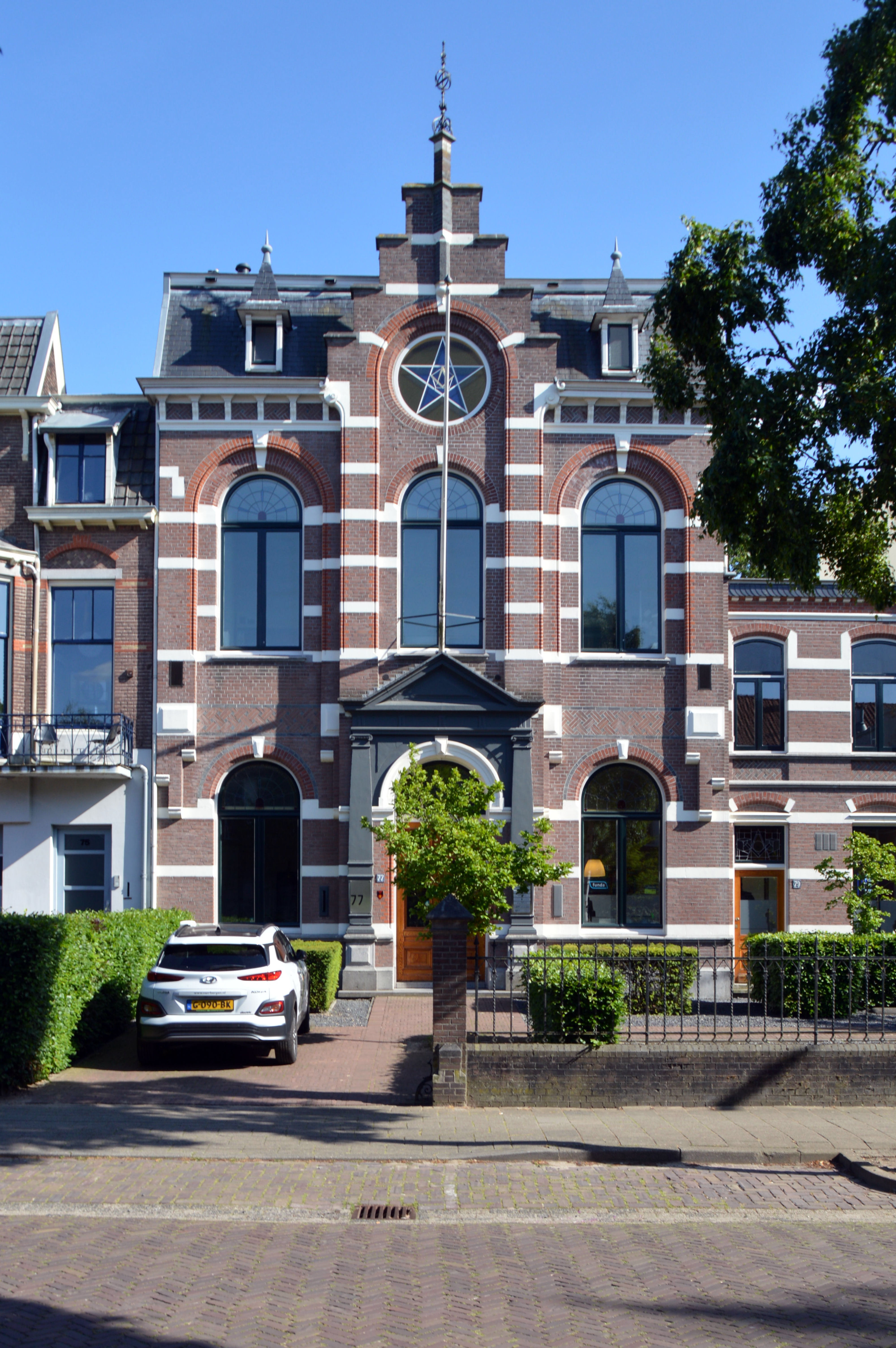
Loge St. Lodewijk Waldeck Pyrmontsingel 77 (1899)
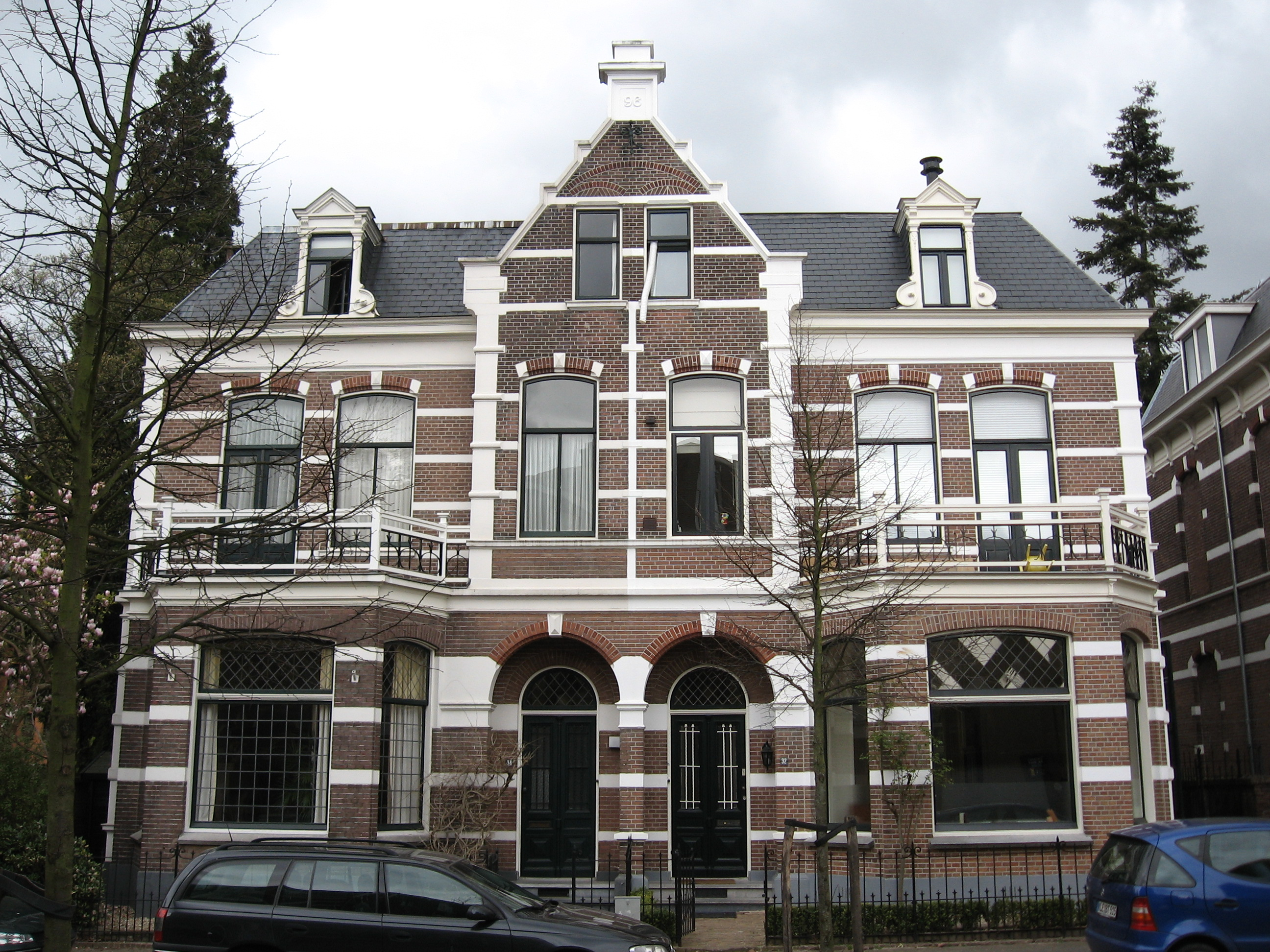
Straalmanstraat 32+34